# 125丁目駅 (IND8番街線)
125丁目駅（125ちょうめえき、英語: 125th Street）はニューヨーク市地下鉄のIND8番街線にある駅である。ニューヨーク市マンハッタン区ハーレム地区の125丁目とセント・ニコラス・アベニューの交差点にあり、A系統とD系統が終日、B系統が平日のみ終日、C系統が深夜を除いて終日停車する。
付近にはアポロ・シアターやトゥーロカレッジのオステオパシー医学部などがある。

## 歴史
この駅は1932年9月10日、IND8番街線のチェンバーズ・ストリート駅 - 207丁目駅間の開通と共に開業した。
1981年、MTAは老朽化の進んだ69駅の中にこの駅も挙げた。駅は1980年代中に改装を行い各ホーム北側の階段が閉鎖され、ホームの床にあった白いタイルを新しい物に取り替えた。なお、後に行われた改装により閉鎖された階段は供用を再開、またホーム中央にエレベーターも設置され車椅子の人も段差無しでホームへ降りられるバリアフリー構造となった。
2017年6月27日、南行A系統が駅のすぐ北で脱線、34人の乗客が負傷したが幸いな事に死者は出なかった。原因はこの区間のレールの交換の際に不適切な接続を行ったためであった。

## 駅構造
| G          | 地上階                                     | 出入口 |
| M          | 改札階                                     | 改札口、駅員詰所、メトロカード券売機 （125丁目-セント・ニコラス・アベニュー交差点の南西角にエレベーターあり） |
| P ホーム階 | 北行緩行線                                 | ← ラッシュ時：ベッドフォード・パーク・ブールバード駅行き（135丁目駅） ← 平日日中：145丁目駅行き（135丁目駅） ← 168丁目駅行き（135丁目駅） ← 深夜のみ：207丁目駅行き（135丁目駅）                                                             |
| P ホーム階 | 島式ホーム、到着番線に応じた側のドアが開く | |
| P ホーム階 | 北行急行線                                 | ← 207丁目駅行き（145丁目駅） ← ノーウッド-205丁目駅行き（145丁目駅） |
| P ホーム階 | 南行急行線                                 | → 夜間以外：レファーツ・ブールバード駅・ファー・ロッカウェイ駅行き（59丁目-コロンバス・サークル駅）→ 夕方ラッシュ時：ロッカウェイ・パーク駅行き（59丁目-コロンバス・サークル駅）→ コニー・アイランド駅行き（59丁目-コロンバス・サークル駅）→ |
| P ホーム階 | 島式ホーム、到着番線に応じた側のドアが開く | |
| P ホーム階 | 南行緩行線                                 | → 平日：ブライトン・ビーチ駅行き（116丁目駅）→ ユークリッド・アベニュー駅行き（116丁目駅）→ 深夜のみ：ファー・ロッカウェイ駅行き（116丁目駅）→                                                                                               |

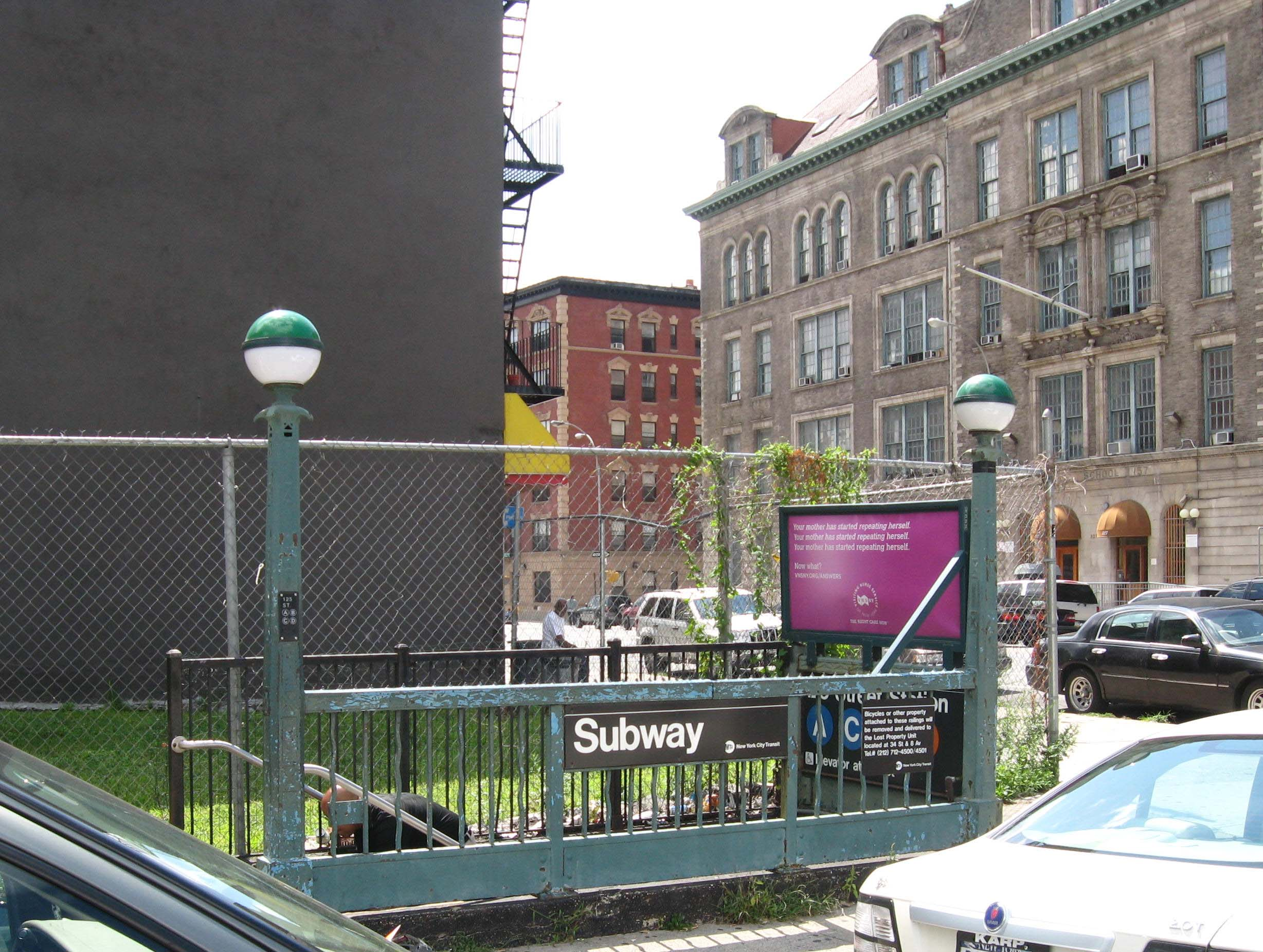
入口

ホーム外側（上下緩行線）の壁には横に緑のラインが入っており、その下に等間隔に黒地に白で「125」と書かれた小さい看板が設置されている。両ホームは等間隔に並んだ緑の柱で支えられており、柱には黒地に白で「125 Street」と書かれた駅名標が掲げられている。
駅南側には中二階があり、ここに改札口とホームの端と端を連絡する通路がある。また、各ホームにはそれぞれ5つの階段があり、1920 - 1930年代のハーレムの写真も飾られている。
なお、IND8番街線南行急行列車の次の停車駅は59丁目-コロンバス・サークル駅であるが、駅間は3.35マイル (5.391km) も離れており、その間には緩行線のみの駅が7駅ある。この区間はニューヨーク市地下鉄内の2つの急行停車駅間の距離としては最長の物である。

### 出入口
改札口は中二階の南側にあり、出口ときっぷ売り場、回転式改札がある。こちらはセント・ニコラス・アベニューと西125丁目へ通じている。また、セント・ニコラス・アベニューと124丁目の南東と北西部分に閉鎖された階段の跡が確認できる。反対側の127丁目へ出る北側の改札口は回転式改札のある無人改札口である。また、中二階両側に1つずつ、126丁目へ出ていた階段の跡も残っている。階段の一つは以前存在していたビルの地下階に接続していた。
- 1階段、セント・ニコラス・アベニューと125丁目の北西部分[6]。
- 1階段、セント・ニコラス・アベニューと西125丁目の北東部分[6]。
- 1階段とエレベーター、セント・ニコラス・アベニューと西125丁目の南西部分[6]。
- 1階段、セント・ニコラス・アベニューと西125丁目の南東部分[6]。
- 1階段、セント・ニコラス・アベニューと127丁目の南西部分[6]。
- 1階段、セント・ニコラス・アベニューと127丁目の南東部分[6]。